# Henry Moret
Henry Moret (12. prosince 1856, Cherbourg, Francie – 5. května 1913, Paříž, Francie) byl francouzský impresionistický malíř. Byl jedním z umělců, kteří se spojili s Paulem Gauguinem v Pont-Aven v Bretani. Známé jsou jeho obrazy krajiny pobřežní Bretaně.

## Životopis
Moret se narodil v Cherbourgu. Až do jeho nástupu do vojenské služby v roce 1875 není o jeho životě nic známo. Jules La Villette, jeho velitel v Lorientu, který si jako první všiml jeho uměleckého talentu, jej seznámil s Ernestem Corrollerem, učitelem kreslení a námořním malířem. Corroller ho naučil umění krajinomalby, tak jak malují mistři jako Corot a Courbet, což mu umožnilo zaregistrovat se na École des Beaux-Arts v Paříži, kde v roce 1876 studoval u Rudolfa Lehmanna, Jean-Léona Gérôme a později, přibližně od roku 1880 u malíře Jeana-Paula Laurense na Académie Julian.

## Kariéra
Moret poprvé vystavoval na pařížském Salonu v roce 1880 a představil obraz Pláž Locqueltas při odlivu, pobřeží Bretaně. Udržoval kontakty s Corrollerem, často se vracel do Bretaně. V roce 1888 přijel do Pont-Aven, místo, které přitahovalo řadu umělců, včetně Ernesta de Chamaillarda, Émile Jourdana a Charlese Lavala. Hlavní úlohu zde hrál Paul Gauguin. Moret byl jedním z prvních malířů, kteří se přestěhovali do nedalekého Clohars-Carnoët, které se brzy stalo novým centrem umělců v Pont-Aven. Jeho práce začala vykazovat známky symbolismu, pravděpodobně v důsledku Gauguinova vlivu.
Poté, co Gauguin v roce 1891 oblast opustil, začal Moret rozvíjet svůj vlastní styl. V roce 1895 navázal plodný vztah s Paulem Durand-Ruelem, který provozoval řadu galerií v Paříži, Londýně a New Yorku a podporoval impresionistické umělce. Během jejich vztahu Moret dokončil více než 600 obrazů, z nichž mnohé byly vystaveny v Paříži a New Yorku, což vedlo k rostoucí klientele. Moret také vystavoval sedm svých obrazů z Bretaně na Salonu des Indépendants. Po roce 1900 se Moretův styl stále více přikláněl k impresionismu. Jeho obrazy byly tvořeny spíše malými skvrnami než širokými tahy štětců, které upřednostňovali umělci z Pont-Aven. Stále více se zaměřoval na krajiny, kde práci se světlem lze obdivovat na západech slunce a zachycení bouřek, které namaloval kolem roku 1909. Kromě svých olejů pro Duranda-Ruela dokončil také asi 800 akvarelů a kreseb. Zemřel v Paříži ve věku 56 let.

## Hodnocení
Moret zpočátku maloval spíše klasickým způsobem, později se Moretův styl vyvinul pod vlivem Gauguina a umělců z Pont-Aven. Postupem času se jeho díla stávala stále více impresionistickými a odhalovala jeho lásku k přírodě. V Henry Moret, aquarelles et peinture 1856–1913, Maxime Maufra komentuje: „Pobřeží, lesy, údolí, v každém ročním období pozoroval všemi smysly a reprodukoval je celou duší a upřímností.“ Katalog k jednomu z jeho posmrtných výstav popsal, jak „zaujímá jedinečné místo ve vývoji umění na konci devatenáctého a na počátku dvacátého století, protože dokázal spojit dva zásadně protichůdné styly: Syntezmus Pont-Aven a impresionismus.“

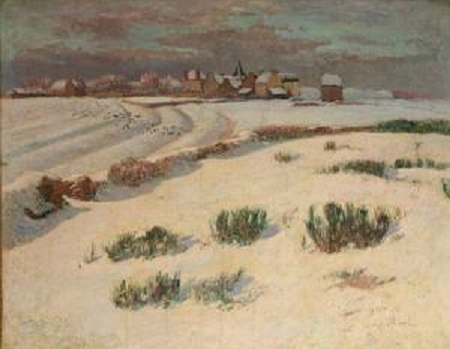
Ostrov Groix pod sněhem, 1892
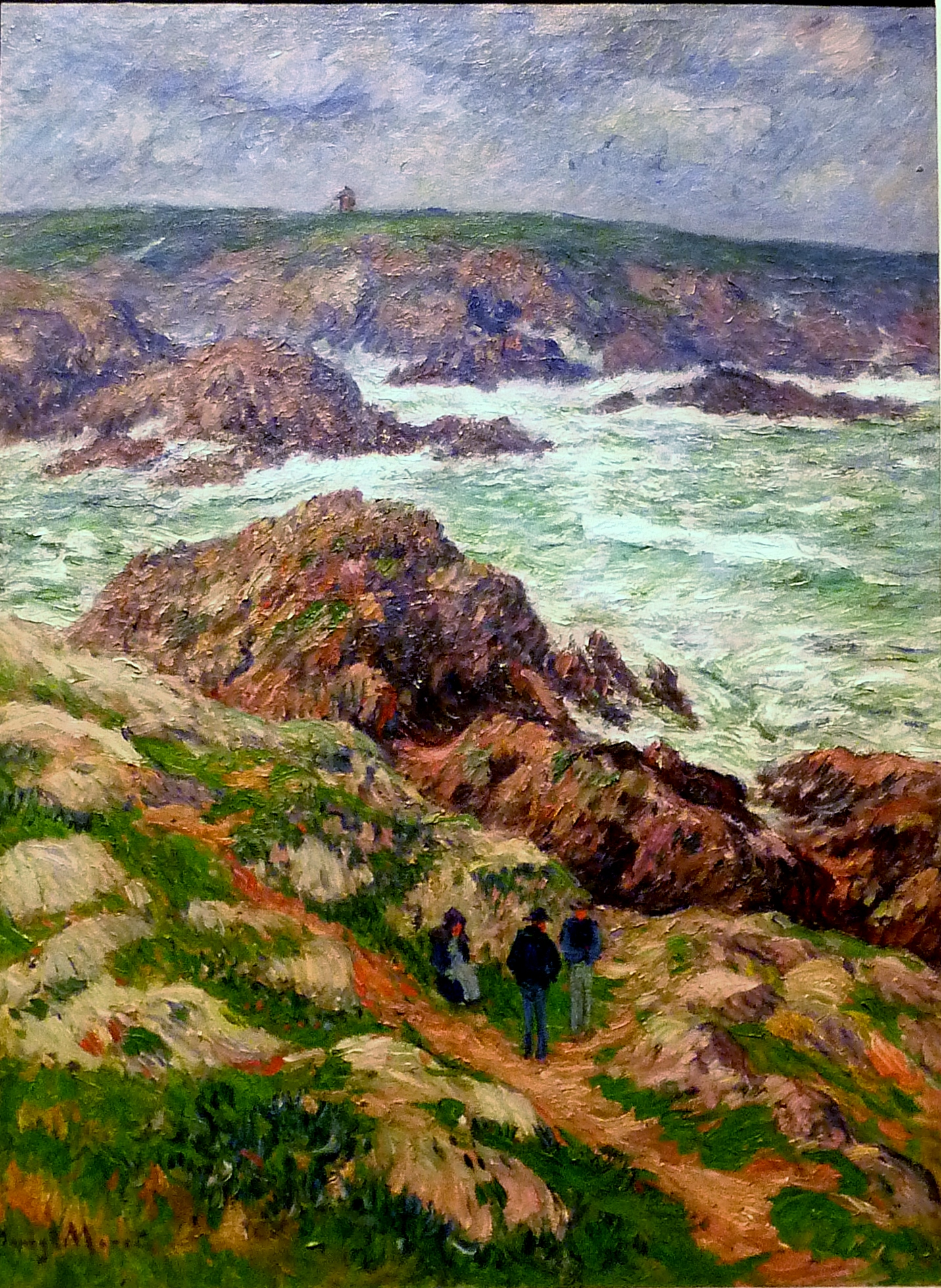
Špatné počasí v Doëlanu
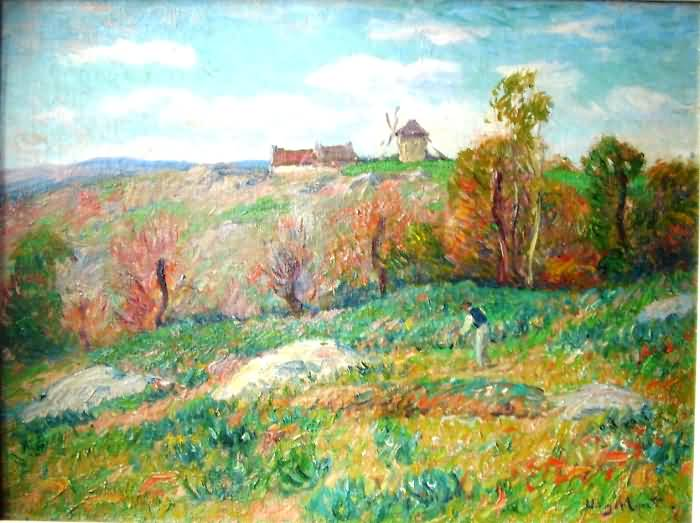
Krajina s postavou
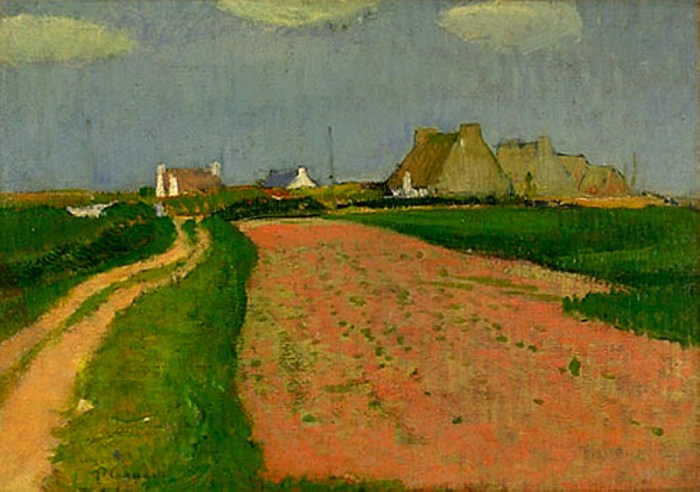
Bretaň, 1890
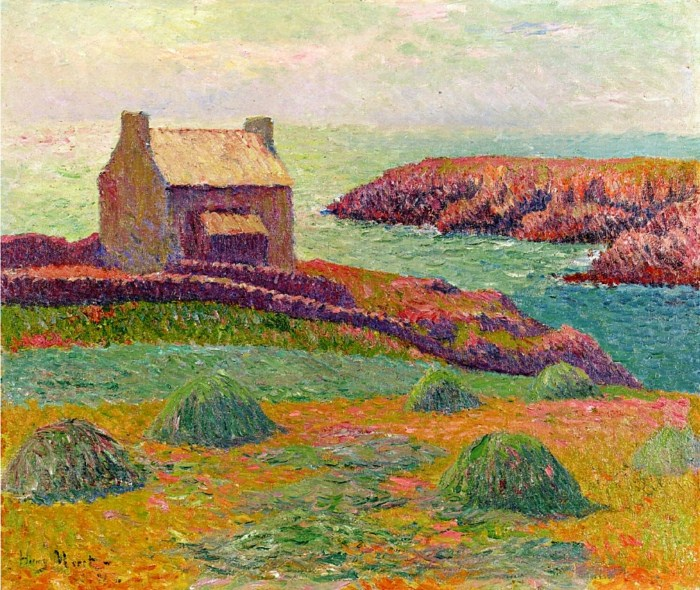
Dům na kopci
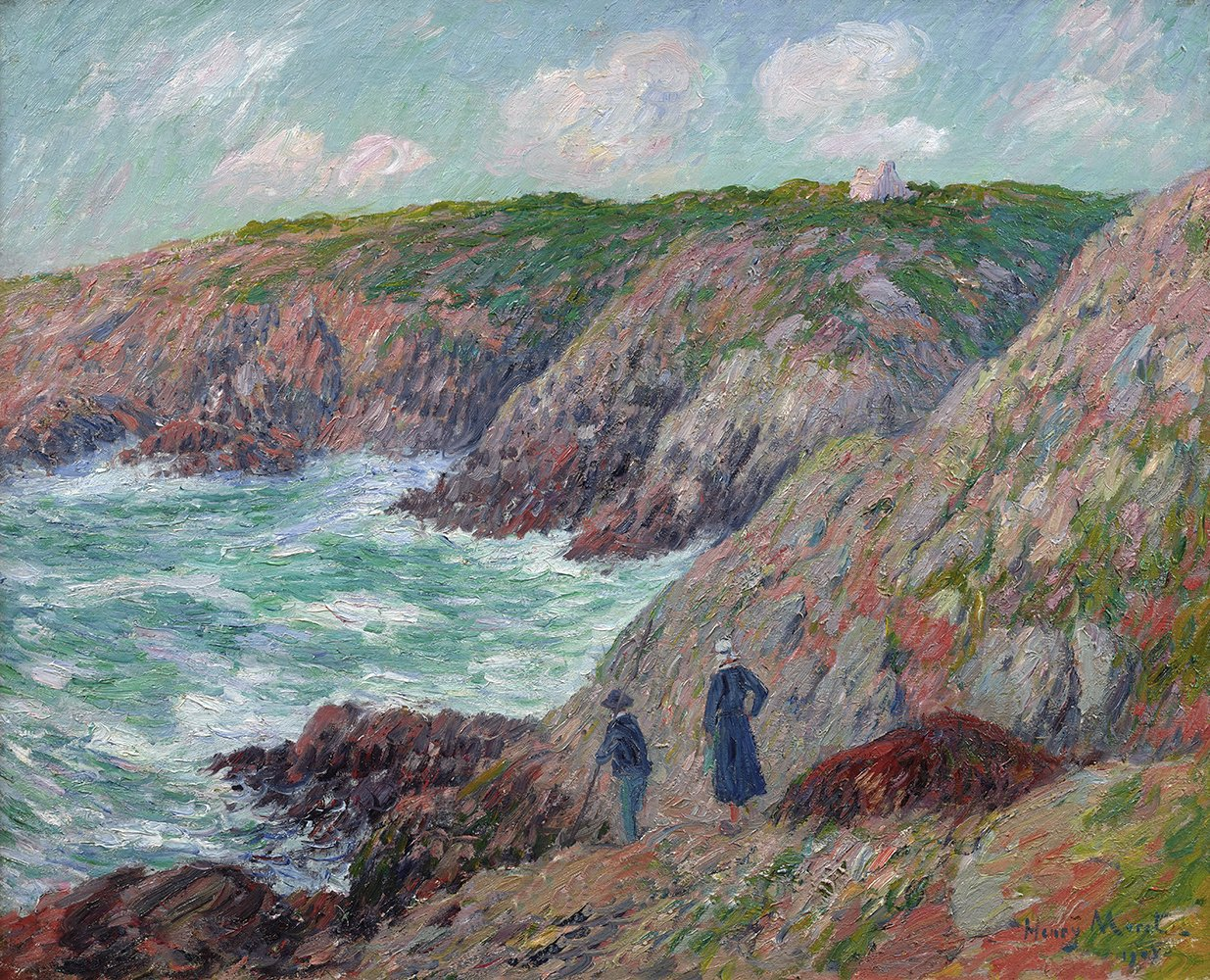
Útes
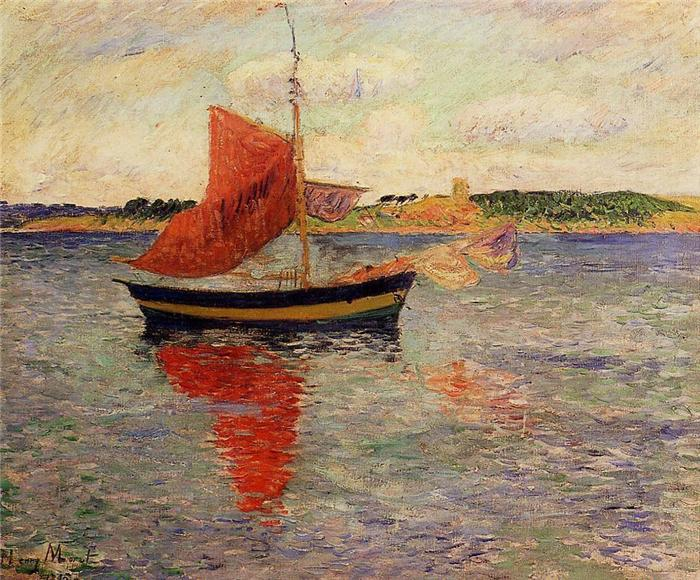
Pobřeží
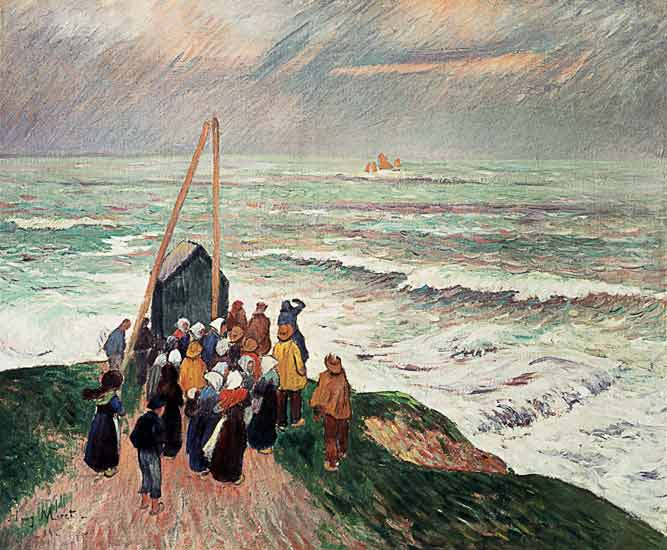
Attendant les pecheurs, 1894
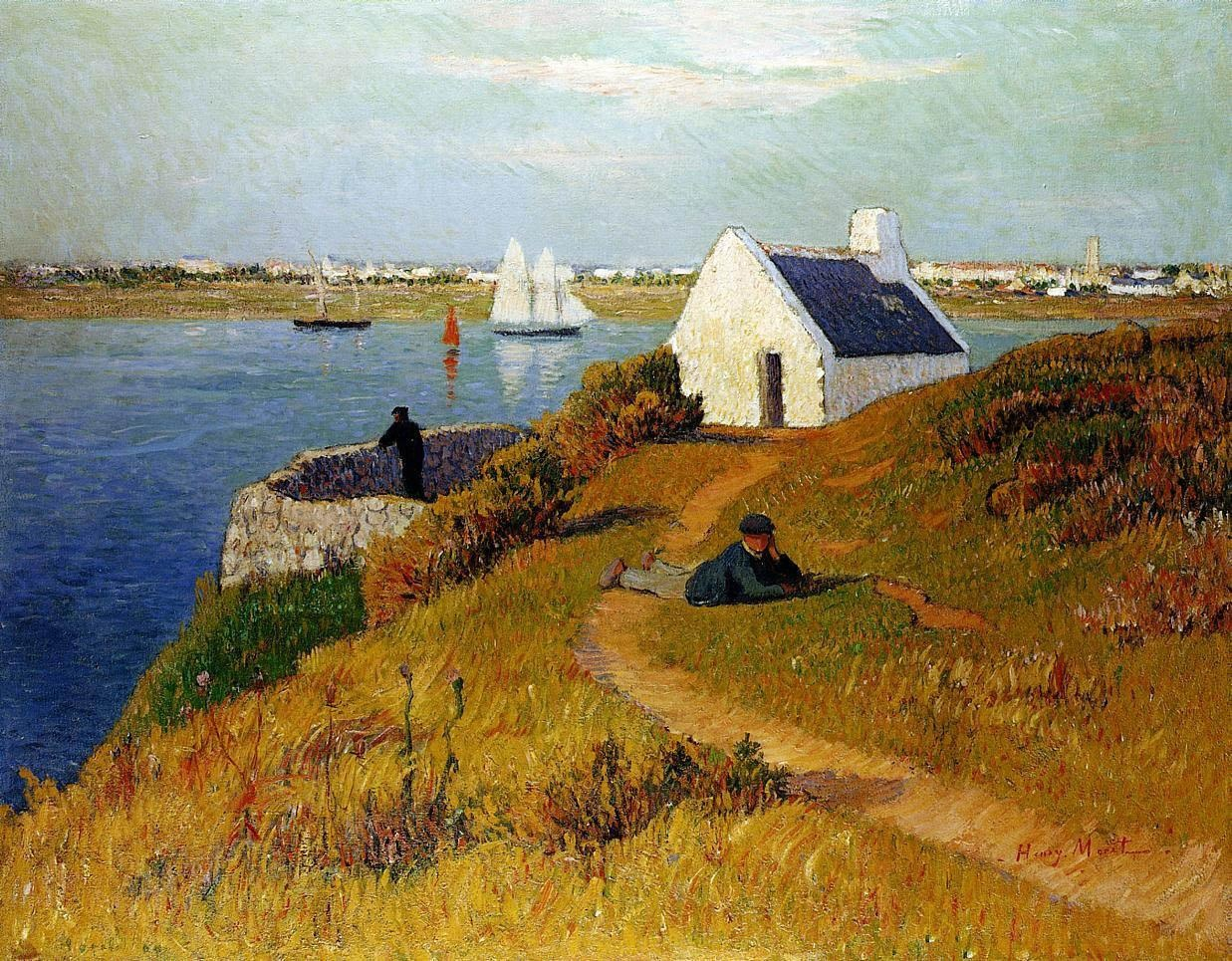
Le port de Lorient, 1895
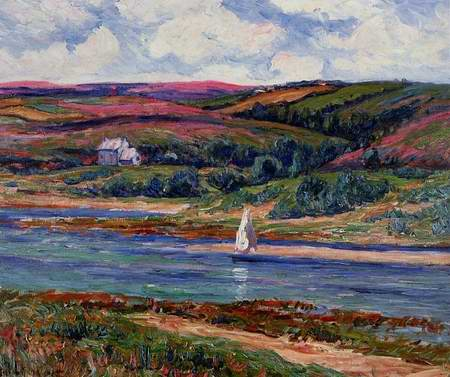
Řeka v Belonu, asi 1895
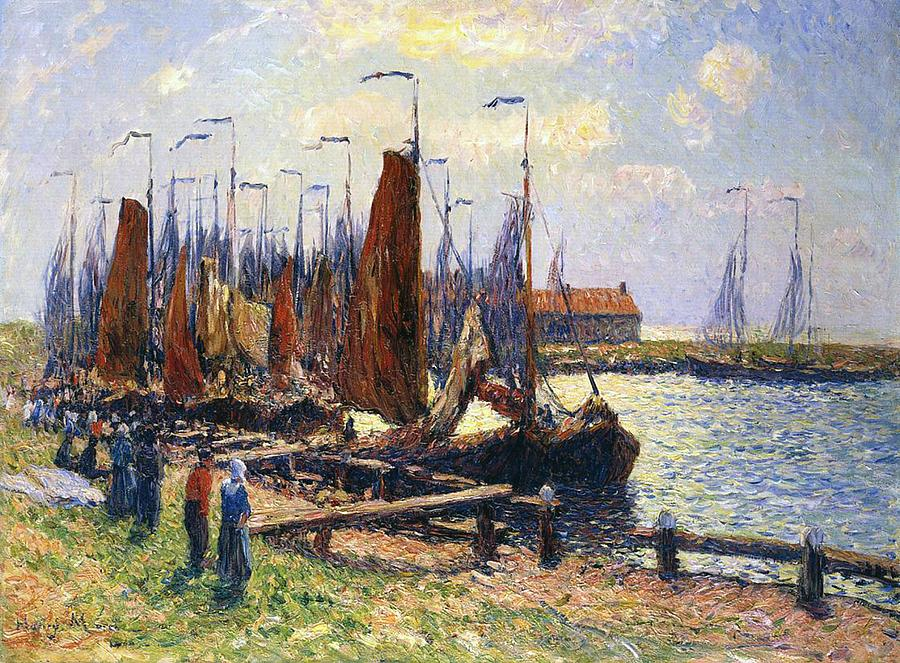
Přístav
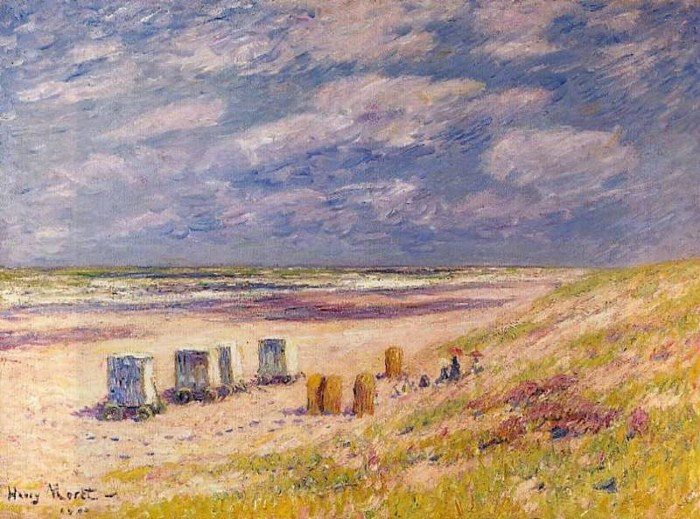
Pláž v Holandsku